# Ondino Viera
Ondino Viera (Montevideo, 10 settembre 1901 – Montevideo, 28 giugno 1997) è stato un allenatore di calcio e calciatore uruguaiano. La sua carriera in panchina abbracciò più di quarant'anni e lo portò ad allenare in cinque paesi dell'America (Argentina, Brasile, Paraguay, Stati Uniti d'America e Uruguay).

## Biografia
Nato nel 1901, fin dalla giovinezza si appassionò al calcio, in un periodo in cui la sua nazione stava vivendo un grande interessamento per questa disciplina. Fu tra gli organizzatori del primo Mondiale, Uruguay 1930, in quanto seguì da vicino gli ultimi accorgimenti per completare i lavori di costruzione dello Stadio del Centenario in tempo per la finale del torneo.

## Carriera

### Giocatore
Iniziò a giocare ai sei anni d'età, rimanendo nell'interno dell'Uruguay, ritirandosi però prima dei trent'anni per seguire un corso di studi all'Escuela Nacional de Educación Física di Montevideo e potere così ottenere l'abilitazione ad allenare.

### Allenatore
Aveva già iniziato l'attività di tecnico nel 1928, quando aveva guidato una selezione del Dipartimento di Cerro Largo nel campionato nazionale, che ancora non era divenuto professionistico. Una volta ottenuta la possibilità di allenare, prese le redini del Nacional di Montevideo, partecipando al primo campionato ufficiale; nel 1933 fu sostituito dall'ungherese Américo Szigeti, che poi portò la squadra alla vittoria del titolo nazionale. Lasciò dunque la patria per andare in Brasile. In questa nazione ottenne svariati successi come allenatore, imponendosi come uno dei principali tecnici del paese. Nel 1938 venne contattato dal Fluminense di Rio de Janeiro, con cui vinse per tre volte il Campionato Carioca, per poi passare al Vasco da Gama nel 1942. Con questa società raggiunse ancora una volta il titolo statale, e inaugurò uno dei periodi più floridi per essa, costruendo le fondamenta del cosiddetto Expresso da Vitória, la formazione del Vasco che dominò a livello nazionale per diversi anni; Pablo Forlán disse che fu tra i principali fautori del 4-2-4, introducendolo per la prima volta in Brasile proprio quando guidava il Vasco da Gama. Nacque anche una sorta di leggenda metropolitana riguardante Viera al Vasco, ovvero che fosse stato lui a suggerire l'uso della banda orizzontale nella divisa di gioco, ispirandosi a quella del River Plate, ma questa voce si è rivelata falsa, dato che già nel 1938, prima dell'arrivo dell'uruguaiano, la squadra aveva adottato tale fascia. Lasciata la società, si trasferì al Botafogo e poi al Bangu, dove rimase per un triennio, rimpiazzando Aymoré Moreira nel 1950 e allenando fino al termine del Campionato Carioca 1952, quando venne sostituito da Tim. Così fu chiamato dal Palmeiras, con cui debuttò in panchina l'8 marzo 1953 in casa del Corinthians; le prestazioni del club sotto la sua guida non furono però positive: l'ottavo posto al Torneio Rio-São Paulo, su dieci partecipanti, e una sconfitta per 3-1 contro il San Paolo causarono le sue dimissioni, che ebbero luogo sei mesi dopo il suo arrivo. Dopo aver allenato l'Atlético Mineiro tornò in Uruguay nel 1955, sempre al Nacional, vincendo subito il campionato e in seguito ripetendo l'impresa altre due volte, per un totale di tre titoli consecutivi (1955, 1956, 1957). Nel 1963 cambiò nuovamente paese, trasferendosi così in Paraguay, dove i dirigenti del Guaraní gli assegnarono la panchina della squadra; nell'occasione, anche la Federazione gli offrì il posto di commissario tecnico della Nazionale, che lui accettò, guidando la selezione al Campeonato Sudamericano de Football 1963. Con il club, invece, vinse il titolo nazionale nel 1964 e inaugurò un periodo di successi che durò fino al 1970. Nel 1965, però, fu la Federazione calcistica uruguaiana a richiedere i suoi servigi in vista del campionato del mondo 1966. Fu il primo tecnico a convocare suo figlio, in quanto incluse Milton nella lista dei convocati per la rassegna mondiale. Durante la competizione adottò uno scherma particolare, l'1-4-4-1, che aveva generato polemiche anni prima, ma che funzionò discretamente. L'Uruguay centrò la qualificazione alla fase successiva, ricevendo però una sconfitta per 4-0 dalla Germania Ovest che ne sancì l'eliminazione. Nel 1967 Viera lasciò la panchina della Nazionale a Enrique Fernández ed andò ad allenare gli statunitensi del New York Skyliners, franchigia che aveva ingaggiato il club uruguaiano del Cerro per rappresentarla nel neonato campionato USA. Gli Skyliners chiusero la stagione al quinto posto della Eastern Division.
Nel 1969 allenò il Colón, il Liverpool nel 1971 e, da ultimo, il Peñarol nel 1972.

## Palmarès

### Allenatore

#### Competizioni nazionali
- Campionato Carioca: 3

Fluminense: 1938, 1940, 1941
Vasco da Gama: 1945
- Campionato uruguaiano: 3

Nacional: 1955, 1956, 1957
- Campionato paraguaiano: 1

Guaraní: 1964